# Charles-Frédéric Chatoney
Charles-Frédéric Chatoney, né le 3 juillet 1798 à Morat et mort dans la même ville le 19 juin 1859, est une personnalité politique suisse, membre du parti radical-démocratique.
Il est conseiller d'État en 1848 et conseiller aux États de 1851 à 1853.